# Prato Sport Club 1922-1923
Questa voce raccoglie le informazioni riguardanti il Prato Sport Club nelle competizioni ufficiali della stagione 1922-1923.

## Rosa
| N. |                   | Ruolo | Calciatore    |
| -- | ----------------- | ----- | ------------- |
|    | Italia (bandiera) | C     | Antonio Bacci |
|    | Italia (bandiera) | D     | Biancalana    |
|    | Italia (bandiera) | C     | Brogi (II)    |
|    | Italia (bandiera) | A     | Ettore Chenet |
|    | Italia (bandiera) | D     | Mazzino Chiti |
|    | Italia (bandiera) | D     | Nello Corti   |
|    | Italia (bandiera) | D     | Galli         |

| N. |                     | Ruolo | Calciatore           |
| -- | ------------------- | ----- | -------------------- |
|    | Italia (bandiera)   | P     | Wisman Gori          |
|    | Italia (bandiera)   | D     | Gori (II)            |
|    | Ungheria (bandiera) | A     | György Kőszegy       |
|    | Italia (bandiera)   | A     | Luconi               |
|    | Italia (bandiera)   | A     | Giovanni Mazzoni     |
|    | Italia (bandiera)   | A     | Corinto Miliotti (I) |